# Anochilia frobervillei
Anochilia frobervillei är en skalbaggsart som beskrevs av Kunckel d'herculais 1895. Anochilia frobervillei ingår i släktet Anochilia och familjen Cetoniidae. Inga underarter finns listade i Catalogue of Life.